# 오부치촌 (가나가와현)
오부치촌(일본어: 小淵村)은 일본 가나가와현 쓰쿠이군에 존재했던 촌이다. 현재의 사가미하라시 미도리구 북부에 해당한다.

## 역사
- 1889년 4월 1일 - 정촌제 시행에 의해 쓰쿠이군 오부치촌이 성립하였다.
- 1954년 7월 15일 - 요시노정, 사와이촌과 합병해, 새로운 요시노정이 성립해, 동일 오부치촌은 폐지되었다.
- 1955년 7월 20일 - 요시노정이 사노가와촌, 나구라촌, 히즈레촌, 마기노촌과 합병해 후지노정이 성립하였다.
- 2007년 3월 11일 - 후지노정이 사가미하라시에 편입되었다.
- 2010년 4월 1일 - 사가미하라시가 정령지정도시로 지정되어 구촌은 미도리구가 되었다.

## 교통

### 철도
- 일본국유철도 (→ 동일본 여객철도)
  - 주오 본선

### 도로
- 국도 제20호선

## 참고 문헌
- 角川日本地名大辞典編纂委員会,『角川日本地名大辞典 神奈川県』1984, 角川書店